# Vlnová délka
Vlnová délka (někdy též délka vlny) označuje vzdálenost dvou nejbližších bodů postupného periodického vlnění, které kmitají ve fázi.

## Značení
- Značka: λ (lambda)
- Základní jednotka: metr, zkratka m
- Další jednotky: viz délka

## Výpočet
K vyjádření vlnové délky lze použít vztah
{\displaystyle \lambda =vT={\frac {v}{f}}=2\pi {\frac {v}{\omega }}} ,
kde {\displaystyle T} je perioda, {\displaystyle f} frekvence vlnění, {\displaystyle \omega =2\pi f} je úhlová frekvence a {\displaystyle v} je fázová rychlost šíření vlnění.

## Vlastnosti
Když světlo (a obecněji elektromagnetické vlnění) přechází z prostředí s indexem lomu {\displaystyle n_{1}} do prostředí s indexem lomu {\displaystyle n_{2}}, jeho vlnová délka se násobí relativním indexem lomu {\displaystyle n_{12}={\frac {n_{1}}{n_{2}}}}, ale frekvence zůstává stejná. Vlnová délka se mění dle vztahu:
{\displaystyle \lambda _{2}=\lambda _{1}n_{12}}.
Louis-Victor de Broglie objevil, že i částici lze popsat vlnovou délkou:
{\displaystyle \lambda ={\frac {h}{p}}={\frac {h}{mv}}{\sqrt {1-{\frac {v^{2}}{c^{2}}}}}},
kde h je Planckova konstanta, p je hybnost, m hmotnost, v rychlost a c rychlost světla. Tento jev je části kvantové fyziky. Aby se částice chovala jako vlna, a vypočtená vlnová délka byla relevantní, musí korespondovat hodnota vlnová délky s rozměry částice. Jedoucí auto, přestože i u něj může být vypočtena de Broglieho vlnová délka, nebude vykazovat vlnové vlastnosti, neboť obě čísla zdaleka nebudou korespondovat.